# جک کمپ
جک کمپ (انگلیسی: Jack Kemp; ۱۳ ژوئیهٔ ۱۹۳۵ – ۲ مهٔ ۲۰۰۹) یک سیاست‌مدار اهل ایالات متحده آمریکا بود.